# SoNy Sugar FC
SoNy Sugar FC ist ein kenianischer Fußballverein aus Awendo (Migori County), der seit 1993 in der Kenyan Premier League (KPL), der ersten Liga Kenias, spielt. Seine Heimspiele trägt der Verein im 5.000 Zuschauer fassenden Green Stadium aus.
SoNy Sugar FC wurde 1982 gegründet, SoNy steht für South Nyanza nach der Lage in der ehemaligen Provinz Nyanza, siehe South Nyanza Sugar, und konnte den bisher einzigen Meistertitel in der Saison 2005/06 gewinnen.